# Diocesi di Dunshaughlin
La diocesi di Dunshaughlin o Dunseachlan o Dunsaghlin (in latino: Dioecesis Sancti Secundini in Dominica) è una sede soppressa e sede titolare della Chiesa cattolica. Per la sede titolare, immutato il latino, si usa la grafia Domnach Sechnaill.

## Territorio
Sede vescovile era la città di Dunshaughlin, nell'odierna contea di Meath.

## Storia
L'abbazia di Dunshaughlin fu fondata verso il 439 da san Seachlan o Sechnall, un nipote di san Patrizio.
Non è nominata fra le diocesi stabilite dal sinodo di Rathbreasail del 1111, né dal sinodo di Kells del 1152. Fu quindi una delle sedi monastiche che non sopravvissero alla riorganizzazione della Chiesa irlandese del XII secolo. Il suo territorio fu incorporato nella diocesi di Meath.
Dal 1969 Dunshaughlin è annoverata tra le sedi vescovili titolari della Chiesa cattolica con il nome di Domnach Sechnaill; dal 13 febbraio 2010 l'arcivescovo, titolo personale, titolare è Eugene Martin Nugent, nunzio apostolico in Kuwait, Qatar e Bahrein.

## Cronotassi

### Vescovi
- San Seachlan o Sechnall † (circa 439 - 27 novembre 448 deceduto)

### Vescovi titolari
- James Michael Liston † (7 marzo 1970 - 8 luglio 1976 deceduto)
- Edward Russell Gaines † (28 ottobre 1976 - 6 marzo 1980 nominato vescovo di Hamilton in Nuova Zelanda)
- Luc Alfons De Hovre, S.I. † (15 febbraio 1982 - 4 giugno 2009 deceduto)
- Eugene Martin Nugent, dal 13 febbraio 2010